# Яблоново (Пучежский район)
Яблоново — деревня Пучежского района Ивановской области России. Входит в состав Сеготского сельского поселения.

## Географическое положение
Деревня расположена на правом берегу реки Волга, в четырёх километрах по автодороге на юг от центра поселения — села Сеготь, и в десяти километрах севернее райцентра — города Пучеж. Ближайшие населённые пункты — деревни Крутцы в 1 километре на юг, и Палашино — в 2 километрах на север.

## История
В XIX — первой четверти XX века деревня входила в состав Дьяконовской волости Юрьевецкого уезда Костромской губернии.
Яблоновская земская школа основана в 1909 г.
С 1918 года в составе Иваново-Вознесенской губернии. С 1929 года деревня являлась центром Яблоновского сельсовета Пучежского района Ивановской области, с 1954 года — в составе Летневского сельсовета, с 2005 года — в составе Сеготского сельского поселения.

## Население
| 1872 | 1897 | 1907 | 2002 | 2010 |
| ---- | ---- | ---- | ---- | ---- |
| 146  | ↗190 | ↗207 | ↘46  | ↘22  |